# Mercedes-Benz A osztály

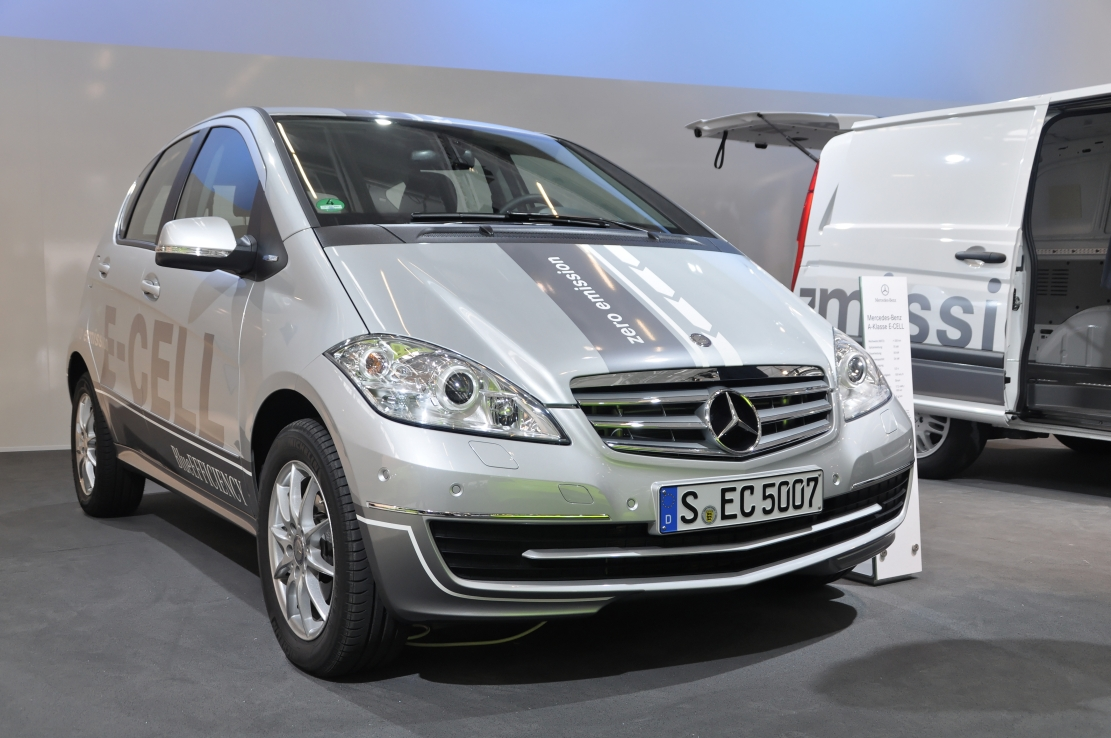
Mercedes-Benz A-osztály „E-Cell”

Az A-osztály a Mercedes-Benz autómárka kompakt modellsorozatának neve. Bejegyezték a Daimler AG számára az európai védjegylajstromban a 000114082 regisztrációs számon. Az A-osztály az első Mercedes modellsorozat az elsőkerék-hajtású autókhoz a kompakt osztályban, és az A tanulmány alapján fejlesztették ki. Az 1991-ben kifejlesztett Study A első két prototípusa közül az egyik elektromos hajtással, a másik pedig belsőégésű motorral volt felszerelve. 1997-re az elektromos hajtású változat is készen állt a sorozatgyártásra, és a gyakorlati hatótávolsága 200 volt km-re fejlődött.
1997 októberében a Mercedes-Benz bevezette a piacon az A-osztályt belsőégésű motorokkal. Az elektromos A-osztály sorozatgyártását gazdasági okok miatt döntötték el. Az elektromos változatot 1998-tól használták tartóssági tesztelésre. A NECAR tesztjárművekkel megteremtette az alapot a mai E-Cell és F-Cell fejlesztésekhez alternatív hajtásrendszerekkel. A Mercedes-Benz úttörő volt az A-osztályú kisbuszokban. Az A-osztály bemutatásakor újdonság volt a motor helyzete és a padlólemez szendvics szerkezete.

## Motorelrendezés (168/169-es sorozat)
A kompakt A-osztály első része (motorháztető) nagyon rövid, hogy a lehető legtöbb helyet biztosítsa az utasoknak és a hasznosítható teret. Ennek ellenére 3,56-os külső hosszával m, a belső hossz és ezáltal az utasok rendelkezésére álló hely kisebb, mint például a rövidebb Daihatsu Mira / Cuore. A rövid szár magas ütközési biztonság szükségességét eredményezi a szempontokkal
- a mozgási energia csökkentése egy elviselhető lassulási szinten anélkül, hogy deformálható konzolokhoz (ún. ütköződobozokhoz ) kellene folyamodni, mivel ezek túl hosszúak, és
- Mindazonáltal ütközés esetén, hogy az utascellában a túlélési hely ne csökkenjen az alakváltozás miatt,

más koncepcióhoz kell folyamodnia.
A motor nem a két hajtótengely előtt van elrendezve, mint az elsőkerék- hajtásnál megszokott, hanem előre dől rajtuk. Oldalról nézve a motor háromszög alakú meghajtóegységet alkot az utascella előtt, amely ütközés esetén az autó alá csúszik.
A rövid szár ellenére egy hosszú gyűrődési zóna áll rendelkezésre az energia eloszlatására frontális ütközés esetén, ami magas szintű ütközési biztonságot eredményez. Különös hangsúlyt fektettek a kompatibilitásra is, pl. B. egy nehezebb járművel frontális karambolt okozott.
A leírt újításokat szabadalmaztatták
- „Gépjármű a vízszinteshez hegyesszögben megdöntött hajtómotorral” (DE 43 26 396 C 2 szabadalom),
- „Elülső falszerkezet gépjárműhöz, elöl elhelyezett meghajtóegységgel” (DE 44 00 132 C1 szabadalom)

és forradalminak számítanak az autógyártásban. Hátránya a motor és a váltó speciális kialakítása, amely megnehezíti a platformok közötti használatot, és így növeli a költségeket.

## Szendvics alakú padlószerkezet (168/169-es sorozat)
Egy másik újítás a szendvicsalap. Kompakt külső méreteivel magas szintű utasbiztonságot, helytakarékosságot és variálhatóságot kínál. A hosszanti és kereszttartók rendszere eleget tesz a frontális és oldalsó ütközésekben egyébként csak nagyobb járműveknél lehetséges követelményeknek. A fedélzeti akkumulátor, a kipufogórendszer és az üzemanyagtartály a szendvicspadlóban kapott helyet. A TIREFIT-tel nincs szükség pótkerékre. A hely ezután poggyász tárolására használható.
A szendvicspadló alternatív hajtási koncepciók megvalósítására is alkalmas a használható tér korlátozása nélkül. Ebbe a köztes padlóba alulról szerelték be a Zebra akkumulátort az 1997-es elektromos meghajtású változatban. Az új E-Cellben a szendvicspanel a lítium-ion akkumulátort, az F-Cellben pedig az üzemanyagcellás technológiát is befogadja.

### Előny az alternatív meghajtóegységek elhelyezésénél
Az úgynevezett szendvics konstrukció padlószerelvénye helyet biztosít az alternatív meghajtóelemeknek, mint pl
- Elemek[8] ill
- Üzemanyagcellák és nagy térfogatú tartályegységek[9] az üzemanyagcella ellátására.

A beszerelés alulról könnyen elérhető, és csak kis mértékben korlátozza a járműben rendelkezésre álló helyet.

### Biztonsági előny alternatív hajtásokkal
Az utasok védelme a nehéz akkumulátoroktól vagy nyomástartályoktól, például felborulás esetén, biztonsági probléma minden alternatív hajtású járműnél. A Mercedes megoldotta a problémát a szendvicspadlóval, de aztán nem használta.
Az alternatív hajtóelemeket az utastér alatti saját helyükbe zárva az alternatív hajtáselemek biztonságosan távol maradnak az utasoktól baleset esetén, beleértve a borulást is.

### Hátrányok
Szendvicspadló használatakor a jármű súlypontja a SUV-hoz hasonlóan felfelé tolódhat el, mivel a szendvics feletti összes elem (ülések, emberek, tetőcsoport) magasabban helyezkedik el. Az alternatív hajtásoknál, amelyekben akkumulátorok vagy hidrogéntartályok vannak a szendvicspanelben, a súlypont alacsonyan marad. A megnövekedett tömeggel azonban számolni kell az alváz beállításánál.
A Mercedes a gyártás leállításával és a kiterjedt utólagos felszereléssel következetesen megoldotta az A-osztály stabilitási problémáit a hagyományos hajtással, amely a jávorszarvas teszt során vált nyilvánosságra. A merevebb stabilizátorokkal és a kompakt osztály első standard ESP- jével a vezetési viselkedés és az aktív járműbiztonság jelentősen javult.

## Az A osztály története

### 1997
Az A-osztály első generációját 1997 októberében mutatták be. Belső neve W 168 volt.

### 2001
2001 márciusától a választék egy meghosszabbított tengelytávú változattal (V 168) bővült. Az eredeti W 168 modell arculatváltást kapott.

### 2004
A modellek második generációja 2004 októberében jelent meg a piacon. 1764 mm széles (+45 mm) és 3838 mm hosszú (+263 mm) volt, és már nem csak ötajtósként, hanem háromajtósként (C 169) is kapható volt. A W 168-as verziót már nem gyártották.

### 2005
A szorosan kapcsolódó B-osztályt is 2005 júniusában mutatták be. Ugyanolyan nyomtávú, mint az A-osztályé, de 21-es cm-rel nagyobb tengelytáv és egy 43-as cm-rel hosszabb test.

### 2012
Az A-osztály harmadik generációja 2012 szeptemberében jelent meg a piacon. A szendvicspadló-koncepciót itt feladták, akárcsak a kisbusz-koncepciót. A W 176 lényegesen laposabb (1,43 méterrel = 18 centiméterrel alacsonyabb az előző modellnél) és szélesebb (1,78 m széles) ferdehátú modell, és kompakt osztályú modellnek számított. A hossza 4,29 méter volt.

### 2018
A negyedik generáció 4.42 m hosszú (+ 12 cm), a tengelytáv három centiméterrel 2,73 méterre nőtt. A csomagtartófedél korábban meglehetősen szűk nyílása 20 centiméterrel bővült. A 200-as és A 250-es (mindkettő benzinmotor) részecskeszűrővel rendelkezik. Az A 180 d (dízel) SCR katalizátorral és 1,5 literes lökettérfogattal rendelkezik.

### Nemzedékek és származékok
- A-osztály (W 168) (1997–2004)
  - Vaneo (W 414) (2001–2005)
- A-osztály (W 176) (2012–2018)
  - B-osztály (W 242/W 246) (2011–2018)
  - CLA (C 117/X 117) (2013–2018)
  - GLA (X 156) (2013-2020)
- A-osztály (W 177/V 177) (2018 óta)
  - B-osztály (W 247) (2018 óta)
  - CLA (C 118/X 118) (2019 óta)
  - GLB (X 247) (2019 óta)
  - GLA (H 247) (2020 óta)